# Leung Kwok-hung

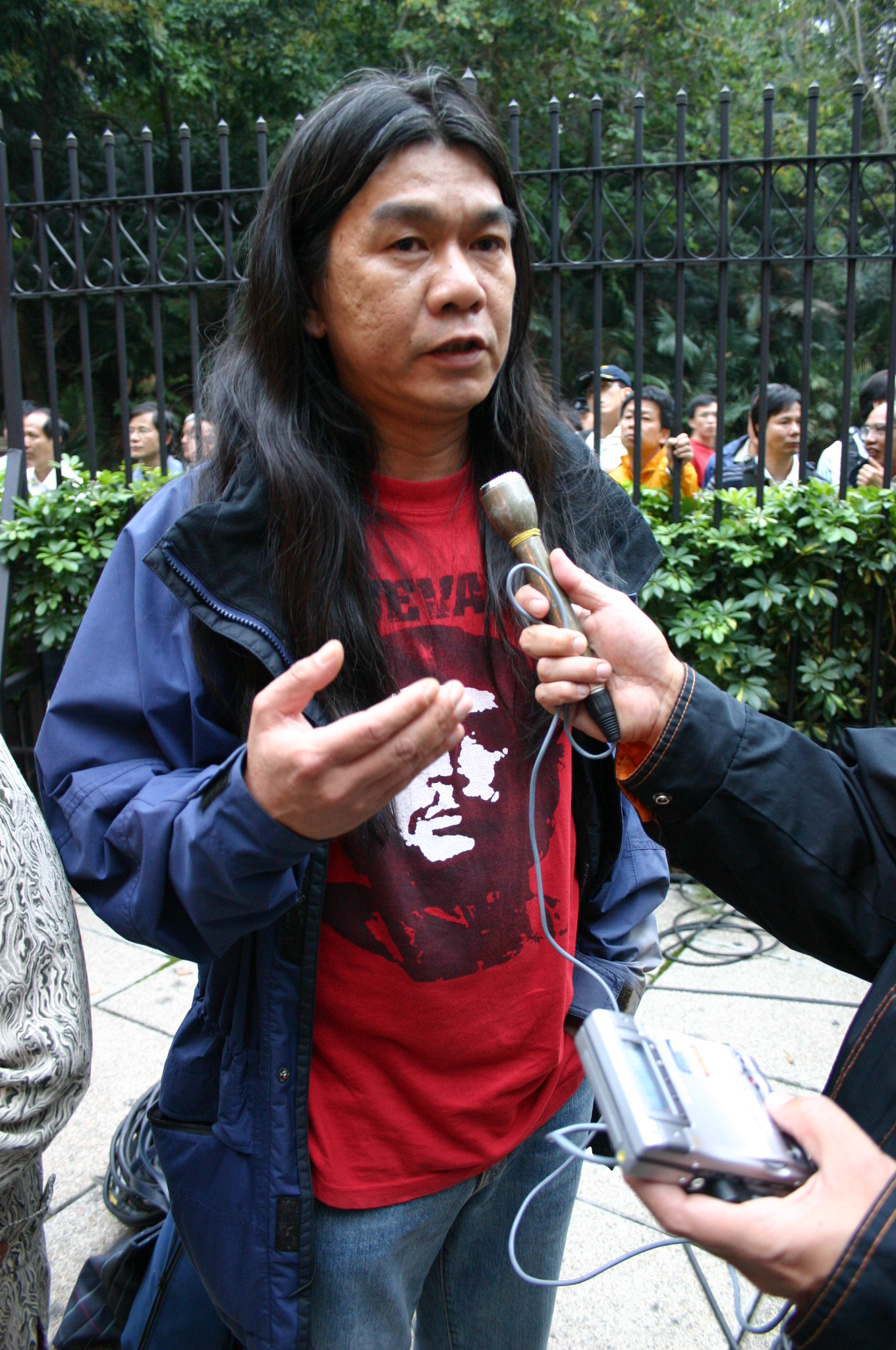
Pelo Largo Leung Kwok-hung, hablando con un periodista después de una protesta anti-Japón en Hong Kong, 2005.

Leung Kwok-hung (梁國雄), conocido también como Pelo Largo (長毛) (n. el 27 de marzo de 1956 en Hong Kong británico) es un activista político hongkonés. En 2004 fue elegido miembro de Consejo Legislativo de Hong Kong representando Nuevos Territorios del Este. En 2006, se unió a la Liga de los Socialdemócratas.

## Biografía
Nació en 1956 en la colonia británica de Hong Kong, siendo su familia originaria de Shenzhen, provincia de Guangdong, China. 
Leung es muy conocido por su pelo largo y el uso constante de una camiseta con la imagen del guerrillero argentino-cubano Ernesto Che Guevara. Dice que no se cortará el pelo hasta que el gobierno chino se disculpe por la represión de las protestas en la Plaza de Tian An Men en 1989.
Se proclama trotskista y miembro de Acción 5 de Abril, un grupo socialista radical. Leung se presentó sin éxito en las elecciones de 2000 y 2003 para ser legislador del Consejo del Distrito de Hong Kong y consideró una victoria los votos obtenidos en un distrito que tradicionalmente apoyó a los candidatos oficiales. Finalmente en las elecciones de 2004 obtuvo el triunfo ganando un asiento en el organismo. 
Las propuestas de Leung incluyen el sufragio universal y bienestar social para los trabajadores y los sectores más postergados, entre ellos salario mínimo, un sistema universal de seguridad social, restauración del derecho de negociación colectiva y un impuesto a la especulación financiera. 
Ha sido detenido en varios ocasiones por periodos cortos debido a infracciones tales como gritar desde las galerías públicas del Consejo Legislativo, y quemar la bandera china.

## Carrera como legislador

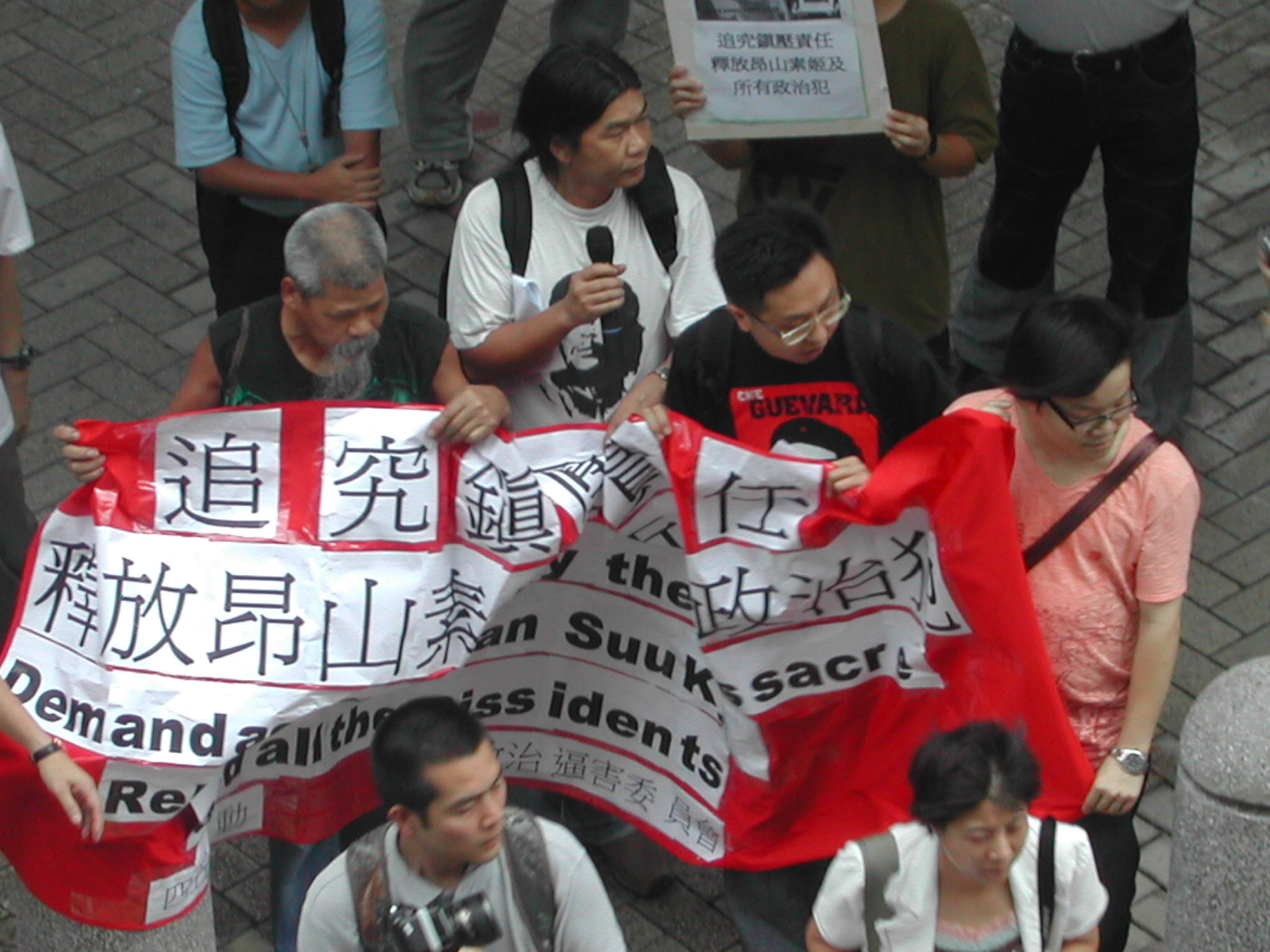
Pelo Largo y otros manifestantes reclaman la liberación de Aung San Suu Kyi, 2005.

En la ceremonia en la cual Leung prestó juramento como legislador, sus adherentes se presentaron de traje y corbata mientras que él lo hizo con una camiseta que tenía impresa la Plaza de Tian'anmen al frente y al Che Guevara en la espalda. Al momento de jurar levantó su puño izquierdo con una brazalete en la muñeca en memoria de los manifestantes asesinados en 1989 y gritó:

¡Larga vida a la democracia! ¡Larga vida al pueblo!

Desde su cargo ha reclamado la justicia para los asesinados en Tiananmen, la libertad de los presos políticos y el fin del partido único en toda China. Los analistas han observado cuidadosamente las reacciones del gobierno frente al carácter altamente sensitivo de los reclamos de Leung.
Durante la tormenta política y el debate sobre la libertad de expresión que generó la reforma del Artículo 23 de la Ley Básica de Hong Kong, muchos observadores anticiparon una eventual reacción drástica del gobierno chino, lo que finalmente no sucedió.

## Protesta ante la OMC
Leung fue parte de las protestas anti-OMC en Wan Chai y resultó herido durante las violentas manifestaciones. Luego de los graves choques de los manifestantes con la policía el 17 de diciembre de 2005, en lo que la prensa denominó el «Sitio de Wan Chai», Leung fue arrestado junto con otros 900 activistas, que fueron liberados poco después sin que se les formularan cargos.

## Documentales sobre Pelo Largo
Se han realizado algunos documentales sobre Leung. Tres de los más recientes están listados aquí.
- "Not Only Long Hair, Not Only Ernesto Che Guevara" (No solo pelo Largo, no solo Che Guevara) (2004) por 賴恩慈 Lai Yan-chi (毛 MO);
- "Long Hair Revolution" (La Revolución de Pelo Largo) (2005) por Kempton Lam;
- "Long Hair: The Little Soldier" (Pelo Largo: pequeño soldado (2006) por 陳清華 Chan Ching Wah (traducción).